# 島根県道250号鰐淵寺線
島根県道250号鰐淵寺線（しまねけんどう250ごう がくえんじせん）は、島根県出雲市を通る一般県道である。

## 概要
出雲市別所町から出雲市平田町に至る。

### 路線データ
- 起点：島根県出雲市別所町（鰐淵寺）
- 終点：島根県出雲市平田町（北本町交差点、島根県道232号小伊津港線交点）

## 路線状況

### 重複区間
- 島根県道23号斐川一畑大社線（出雲市河下町・河下交差点 - 出雲市奥宇賀町）
- 島根県道275号十六島直江停車場線（出雲市口宇賀町・西田小学校入口交差点 - 出雲市西郷町）

### 道路施設

#### 橋梁
- なめら橋（平田船川、出雲市）
- 新宇賀橋（平田船川、出雲市）
- 末広新橋（長通川、出雲市）

## 地理

### 通過する自治体
- 島根県
  - 出雲市

### 交差する道路
| 交差する道路                                 | 交差する場所 | 交差する場所         |
| -------------------------------------------- | ------------ | -------------------- |
| 島根県道23号斐川一畑大社線 重複区間起点      | 河下町       | 河下交差点           |
| 島根県道23号斐川一畑大社線 重複区間終点      | 奥宇賀町     |                      |
| 島根県道275号十六島直江停車場線 重複区間起点 | 口宇賀町     | 西田小学校入口交差点 |
| 島根県道275号十六島直江停車場線 重複区間終点 | 西郷町       |                      |
| 島根県道232号小伊津港線                      | 平田町       | 北本町交差点 / 終点  |

### 沿線
- 鰐淵寺
- 出雲市立鰐淵小学校
- 河下郵便局